# RTV 1879 Basel
Der RTV 1879 Basel ist ein in Basel beheimateter Handball- und Volleyballverein und ist Mitglied des Schweizerischen Handballverbands sowie des Schweizerischen Volleyballverbands. Der Verein wurde im Jahr 1879 als «Realschüler-Turnverein Basel» gegründet, in dem verschiedene Sportarten betrieben wurden. Der Verein verfügt über mehrere Damen-, Herren- und Jugendteams. Die Vereinsfarben sind Schwarz/Weiss.
Der RTV 1879 Basel gehört zu den Gründungsmitgliedern des FC Basel 1893, da eine Mehrheit der Mitglieder gegen eine wettkampfmässige Teilnahme des RTV an Fussballspielen war.

## Handball
Der RTV Basel beteiligte sich elfmal am Internationalen Handball-Pfingstturnier in Lörrach und wurde 1983 und 1984 Turniersieger auf Kleinfeld mit dem Spielertrainer Halid Demirovic.
In seiner bisherigen Vereinsgeschichte konnten sowohl die Handballer (1960 und 1984) wie die Handballerinnen zweimal (1981 und 1984) den Titel eines Schweizer Meisters feiern.
Nach drei Jahren in der zweithöchsten Liga schaffte die erste Herrenmannschaft im Jahr 2007 den Wiederaufstieg und spielte seit der Saison 2007/2008 wieder in der obersten Schweizer Spielklasse, der Nationalliga A. Nach dem Abstieg 2013 in die zweithöchste Liga der Schweiz konnte sich der RTV Basel in der darauffolgenden Saison wieder für die NLA qualifizieren. Darauf folgte jedoch wieder der direkte Abstieg, und die erste Mannschaft strebte einen Wiederaufstieg in der Saison 2017/18 an. Auf die Saison 2018/19 hin gelang der Aufstieg in die NLA.

### Erfolge
Hallenhandball-Schweizer-Meister
- Männer: 1959/60 und 1983/84
- Frauen: 1980/81 und 1983/84

## Volleyball
Die Volleyballerinnen wurden 1994 Schweizer Cupsieger und holten sich in den Jahren 1995 und 1996 das Double (Meisterschaft und Cup). Derzeit gibt es kein aktives Volleyballteam mehr im Verein.